# Girvan Dempsey
Girvan Dempsey (* 2. Oktober 1975 in Dublin) ist ein ehemaliger irischer Rugby-Union-Spieler, der auf der Position des Schlussmanns spielte. Er war für die Region Leinster und die irische Nationalmannschaft aktiv.

## Karriere
Dempsey gab im November 1998 sein Debüt für Irland gegen Georgien und legte dabei zwei Versuche. 2000 wurde er zum Stammspieler in der Nationalmannschaft und spielte in allen Partien bei der Weltmeisterschaft 2003. Im Sommer 2004 kam er zu seinem 50. Einsatz im Nationalmannschaftstrikot. Dabei lief er unter anderem auch als Außendreiviertel auf. Mit seinem Versuch gegen England bei den Six Nations 2004 sorgte er für den Gewinn der Triple Crown, die Irland seit 1985 nicht mehr gewonnen hatte. Er gehörte auch bei den Weltmeisterschaften 2007 zum Kader der Iren, die jedoch bereits in der Vorrunde ausschieden.
Mit Leinster gewann Dempsey 2009 den Heineken Cup. Nach Ende der Saison 2009/10 erklärte er seinen Rücktritt.